# 製靴
製靴（せいか、英: shoemaking）は、靴を製造・加工することである。

## 歴史

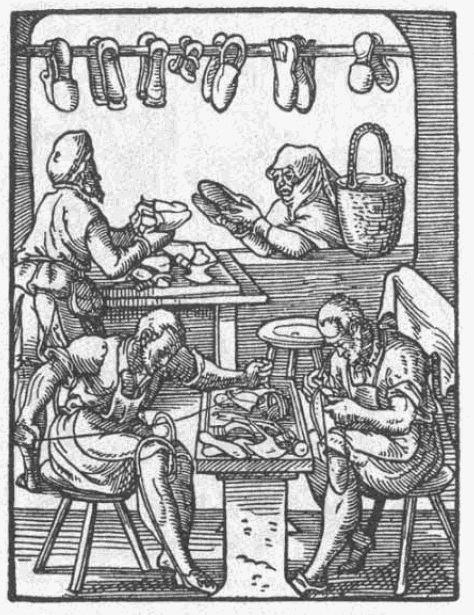
中世の靴職人（1568年）

### 伝統製法

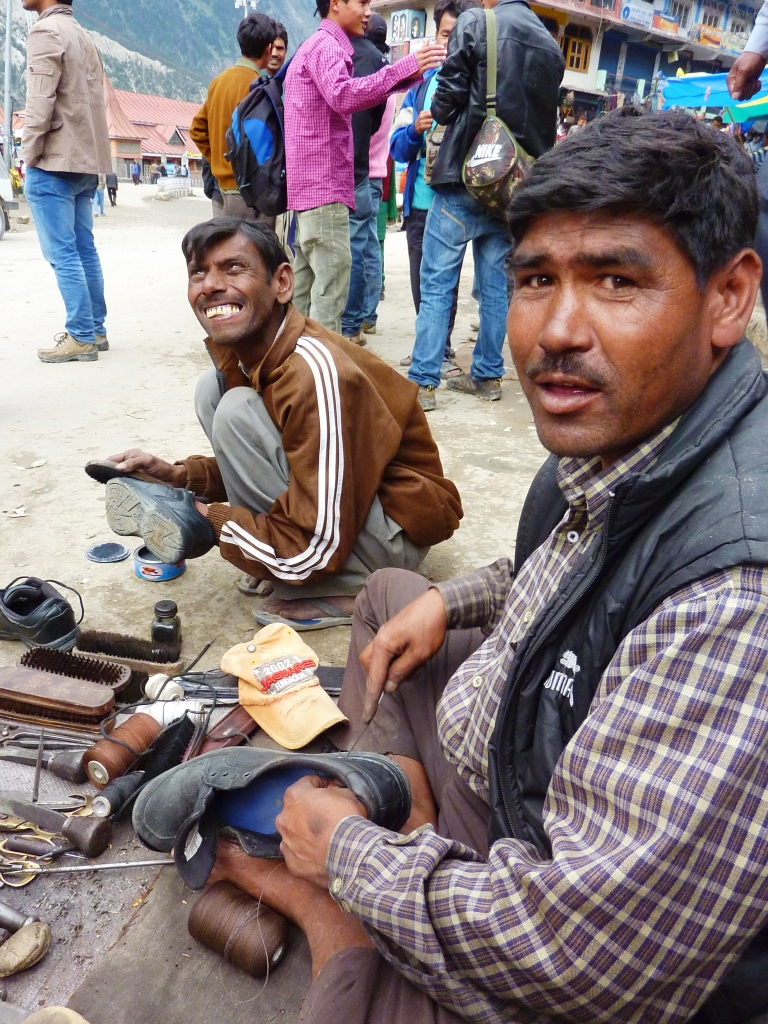
道端の靴屋。インド、ヒマーチャル・プラデーシュ州キンナウル県Reckong Peo。

靴作りはその歴史のほとんどにおいて時間のかかる手作業で製造されてきた。伝統的な製造法では15種類超の異なる工程を経ており、右記の字術を含む。ペグ構造、ウェルト縫製にはゴイサー式 (goyser welted)やノルウェー式があり、ステッチ掛け、ドイツ縫製、モカシンのほか、縫い方にボロネーゼステッチやブレイクステッチを使い分ける。
地中海地方では古代の履物はサンダル型で、足を保護する底革につけた革もしくはその他の素材の紐（ひも）で足に固定する。極東では草やヤシの葉を編んでサンダルの底に使った。寒冷地で足部をおおう靴は、なめしていない原皮を足から脚に巻き付けて紐でしばり、足をすっかり包んだ。
クロッグと呼ばれる木靴は中世ヨーロッパで普及し、靴の形を木材から粗取りして作った。その後、靴底のみ木を削ってかたどり、靴の上部には革を使った。底からかかとまで厚さ2インチ (5.1 cm)のカエデやセイヨウナナカマド、幅と長さを仕上がりより大きめに取り、底面と側面はたがね型のクロッグナイフ (stock) で削り出す。一方、「グルーバー」（彫りノミ）と呼ばれる2番目の道具を使って木材をえぐり、足を収める穴を作ってインナーソールの輪郭を足底の形状に合わせて成形する。刃物で切った側面の溝に革のアッパーをぴったりと差し込んでとめる。泥だらけで湿潤な土地で働く者にとって足を濡らさず快適に保てること、泥がこびりついても落としやすく非常に便利である。
1600年代には革製品の靴がおおまかに2分類できるようになる。1番目の「ターン」型は薄くて屈曲する底革に対して中表に合わせたアッパーを縫い付けてから裏返して完成する。つっかけ型の靴に向く製法である。2番目のタイプはアッパーを中底（インソール）に縫い付け、その後、かかとのあるアウトソールに固定する。こちらが主流で、標準的な靴から乗馬用の長靴まで応用された。

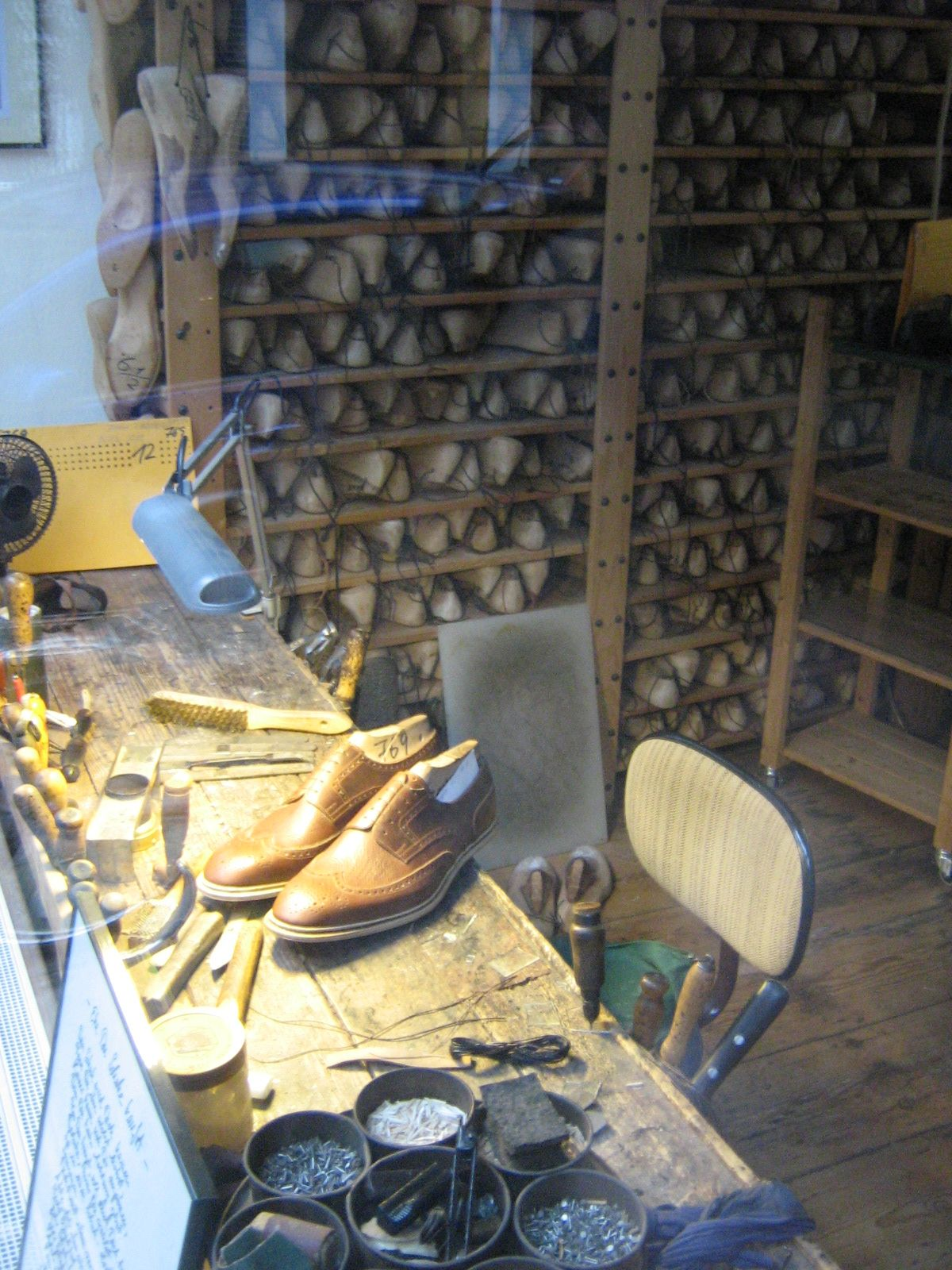
工房の棚に並ぶ木型（ドイツ、ハンブルク）

昔ながらの製法では顧客の足のサイズを測り、原料から必要な部材を大きさを大まかに裁断する。これらパーツを組み合わせて縫い合わせると靴ができる。次の工程で靴底を組み立てるが、インナーソールを柔らかい革で、堅めの革で底部を、また幅1インチ (2.5 cm)ほどのバンド（welt）、かかとの複数の部材をそれぞれ裁断する。インソールを組み立てると木を削った木型(en:last)を芯にして組み立てていく。直線状の木型のほか、足形に近いものは一足分を左右ペアにして用意する。この工程で革のアッパーを底板にくぎ止めしていく。アッパーが整うと、底板にヒールを木釘とハンマーで固定する。靴底とかかとの縁を削り滑らかに整え、靴墨塗りや艶出し、サンドペーパー処理、木型の取り外し、インナーソールに釘が飛び出していないか検品するなどの作業が続く。
古代からの伝統的な製靴技術には、毛皮を足に巻き付けて固定し上からサンダルを履くもの (ヨーロッパ北部で古代ローマ人が戦闘に使用) や、モカシン - 部品が少ない靴。多くの部品を組み立てた靴のほうが耐久性が高い。
キリスト教世界では靴職人の守護聖人をクリスピン (クリスピヌス) としている。

### 産業革命期

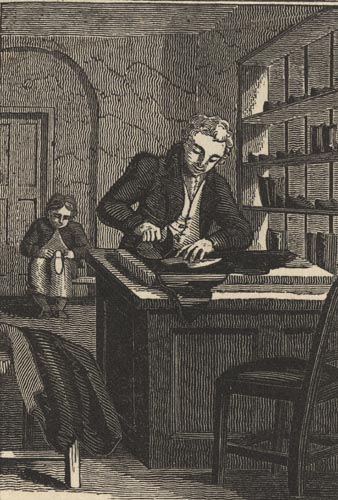
ジョージ王朝の靴職人。1821年刊『The Book of English Trades』より。

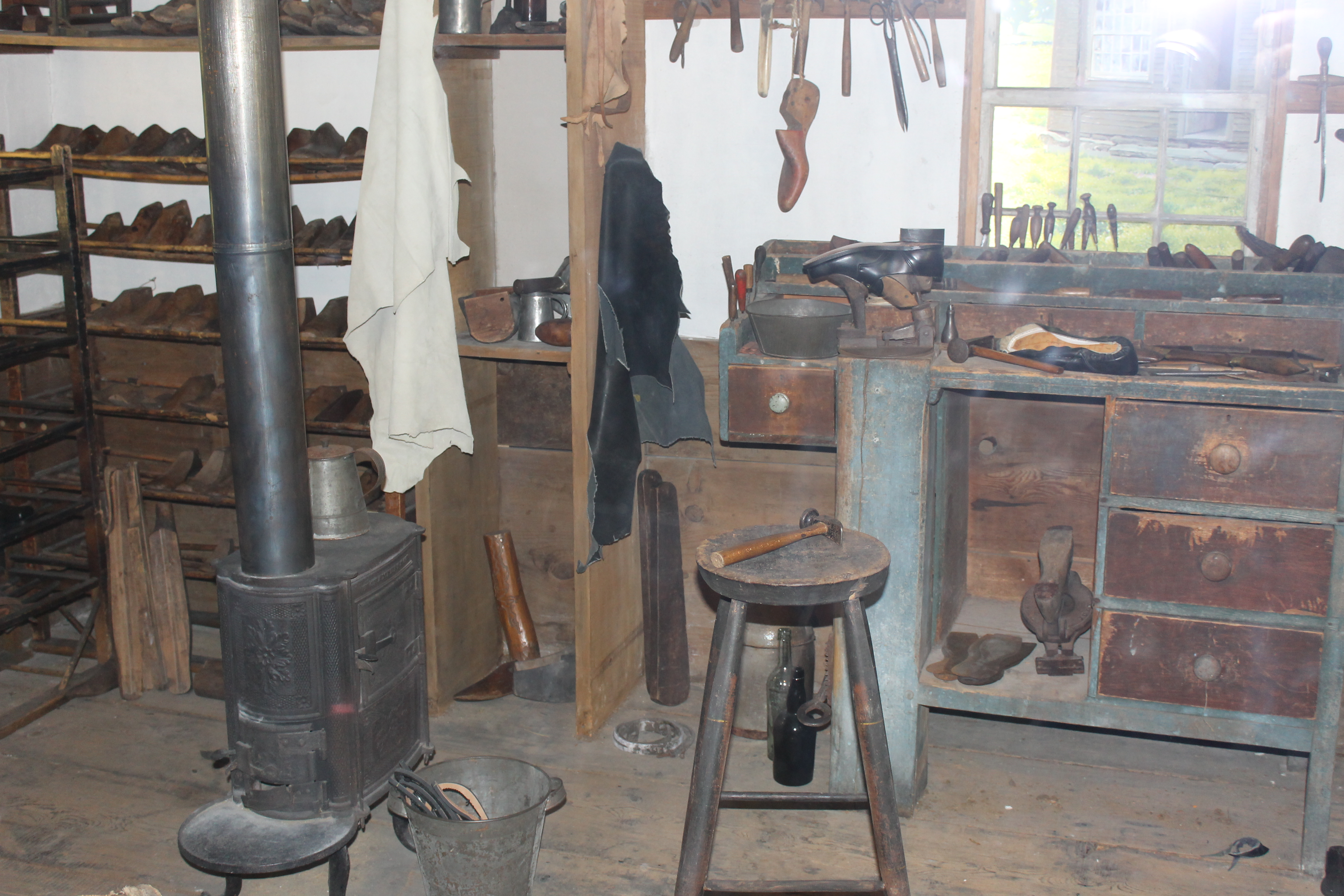
初期の製靴工房。メイン州立博物館の展示。（オーガスタ）

靴づくりが商取引として成立するのは18世紀半ばで、家内制手工業から規模が拡大する。大手の卸売業者が倉庫に在庫を蓄え始め、地域の小規模な靴職人が製品を納める経路が築かれる。
19世紀まで伝統的な手工業だった製靴は世紀末にほぼ全行程に機械が取り入れられ、規模の大きな製造工場が現れる。それまで伝統的な靴職人なら1足ずつ違いを出して作ることができたが、利幅の大きな大量生産を除くと、工場生産システムにより品質の画一化が進んでいく。
機械化の第一歩はナポレオン戦争中、イギリス軍に収める軍靴 (ブーツ) を大量生産する装置をマーク・ブルネル (en) という技師が開発したことが端緒である。1812年にはブーツの靴底にアッパーを金属の釘やピンで打ち付ける自動釘打ち装置が完成する。ヨーク公の後援を受けて靴製造は続き、安くて壊れにくく、耐久性が高いという評判で陸軍の軍需品に採用される。同年、製靴に使うねじ釘とU字形の針をリチャード・ウッドマンが特許登録する。バタシーのブルネルの工場を視察したリチャード・フィリップス卿 (en:Sir Richard Phillips) はこう評したとされる。

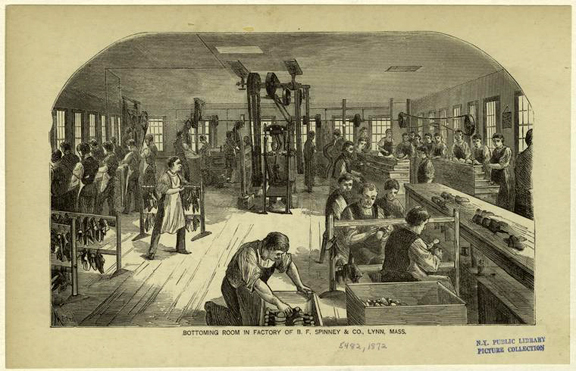
19世紀末には製靴工業は工場生産が中心となり、機械化が飛躍的に進む。靴底の取り付け行程。(B・F・スピネー会社の工場、リン (マサチューセッツ州)（1872年）

「別の建物に案内されると製靴工場であった。他の建物同様に独創性に富んでおり、労働の細分化に関してよく引き合いに出される釘の製造所と同じレベルで賞賛されるべきであろう。そのどの工程でも最も流麗で正確な機械が働く一方、工程ごとに職人を1人割り当てるため、靴1足が完成するには25人、その25人1組で丈夫で完成度の高い靴を日に100組ずつ提供する。すべての工程は機械力の巧妙な適用により実行され、どの部品も高精度、均一でち密である。職人は行程の1段階のみ手がけ、自分の前後の工程でどんな作業をしているか知ることはない。すなわち、熟練工の靴屋ではなく負傷兵を雇用し、職業訓練は数時間で完了、これらの靴を政府に納品させる契約書では1足の価格はたった6s. 6d. しかかからない。その差額は少なく見積もって、これまでの契約より1足2シリング安価である。不公平でこなれない記事に対してこれまでに支払った金額すら下回るのである。」
しかしながら英仏戦争が1815年に終わると肉体労働の給与はますます下がり、軍需も冷え込んだ結果、ブリュネルの工場は原価割れするようになったため、とうとう廃業に追い込まれる。

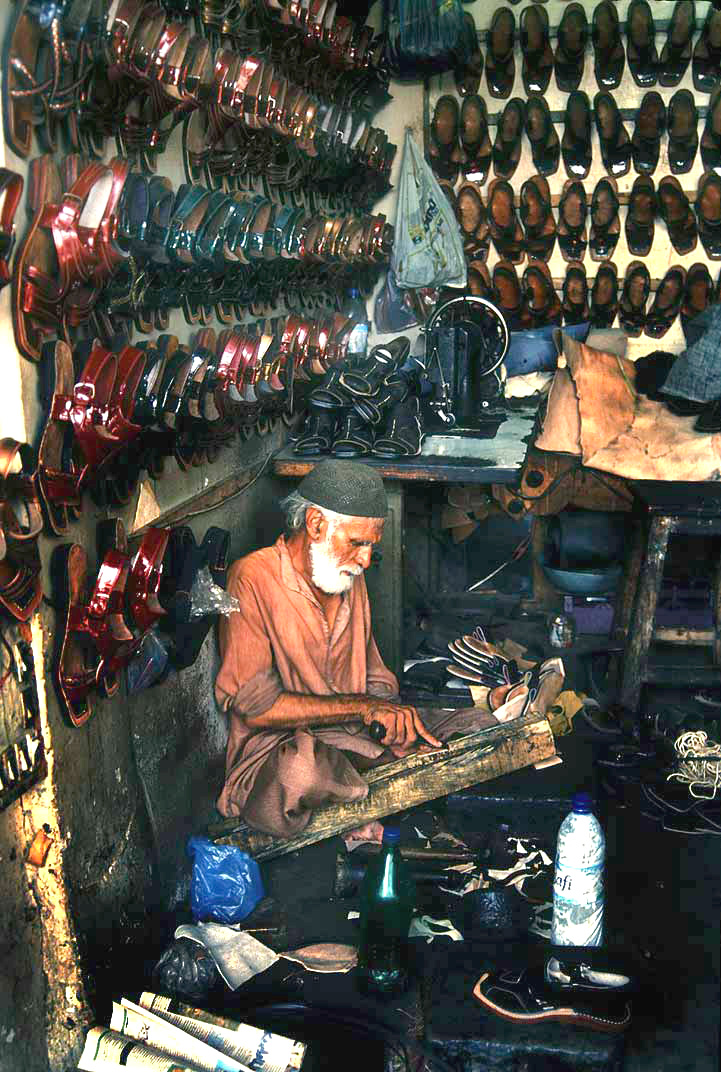
カラチの店舗

### クリミア戦争
Similar exigencies at the time of the en:Crimean War stimulated a renewed interest in methods of mechanization and mass-production, which proved longer-lasting. A shoemaker in en:Leicester, Tomas Crick, patented the design for a riveting machine in 1853. His machine used an iron plate to push iron rivets into the sole. The process greatly increased the speed and efficiency of production. He also introduced the use of en:steam-powered en:rolling-machines for hardening leather and cutting-machines, in the mid-1850s.
The sewing machine was introduced in 1846, and provided an alternative method for the mechanization of shoemaking. By the late 1850s, the industry was beginning to shift towards the modern factory, mainly in the US and areas of England. A shoe stitching machine was invented by the American Lyman Blake in 1856 and perfected by 1864. Entering into partnership with McKay, his device became known as the McKay stitching machine and was quickly adopted by manufacturers throughout en:New England. As bottlenecks opened up in the production line due to these innovations, more and more of the manufacturing stages, such as pegging and finishing, became automated. By the 1890s, the process of mechanisation was largely complete.
A process for manufacturing stitchless, that is, glued, shoes—AGO—was developed in 1910.

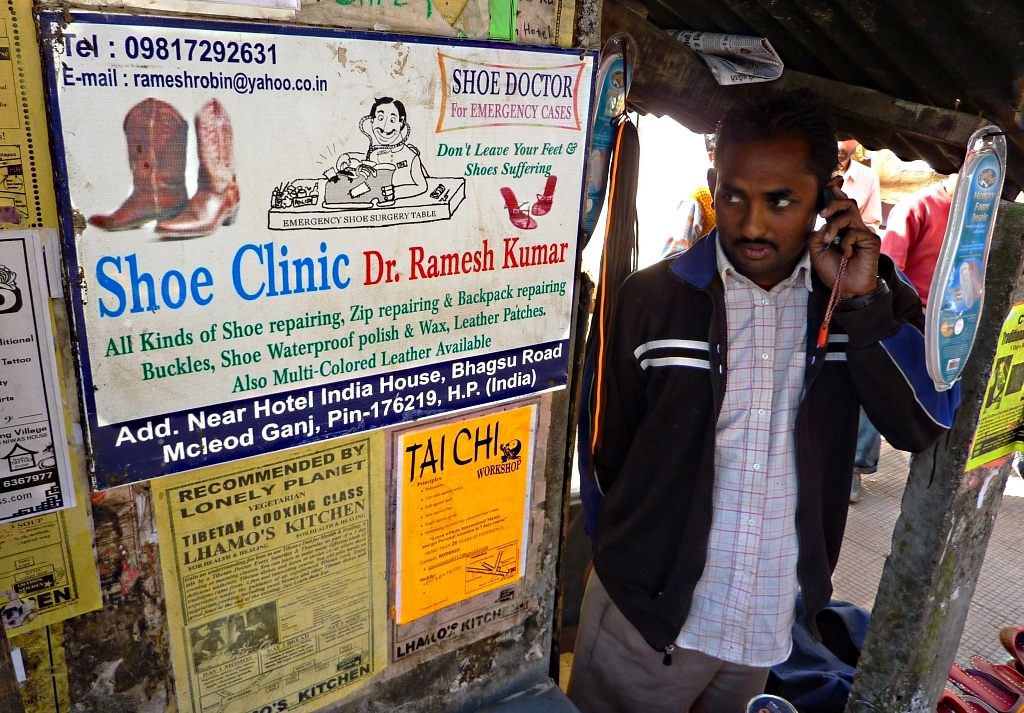
Shoemaker and repairer in :en:McLeod Ganj, :en:Himachal Pradesh, India

Traditional shoemakers still exist today, especially in poorer parts of the world, and create custom shoes. Current crafters, in developing regions or supply constrained areas may use surplus car or truck en:tire tread sections as an inexpensive and plentiful material en:resource with which to make strong soles for shoes or sandals. Generally, the modern machinery used includes die cutting tools to cut the shapes and grommet machines to punch holes for lacing.

Early 21st century has seen a resurgence in the shoemaking profession, particularly in the United States, Australia and the United Kingdom. This has been driven in large part by broader societal preferences in favour of leather restoration rather than replacement and extends to not only shoes but also handbags and other leather fashion accessories. Meanwhile, organizations within the industry have begun leveraging e-commerce and modern logistical networks to offer consumers greater convenience through the offering of services by mail.

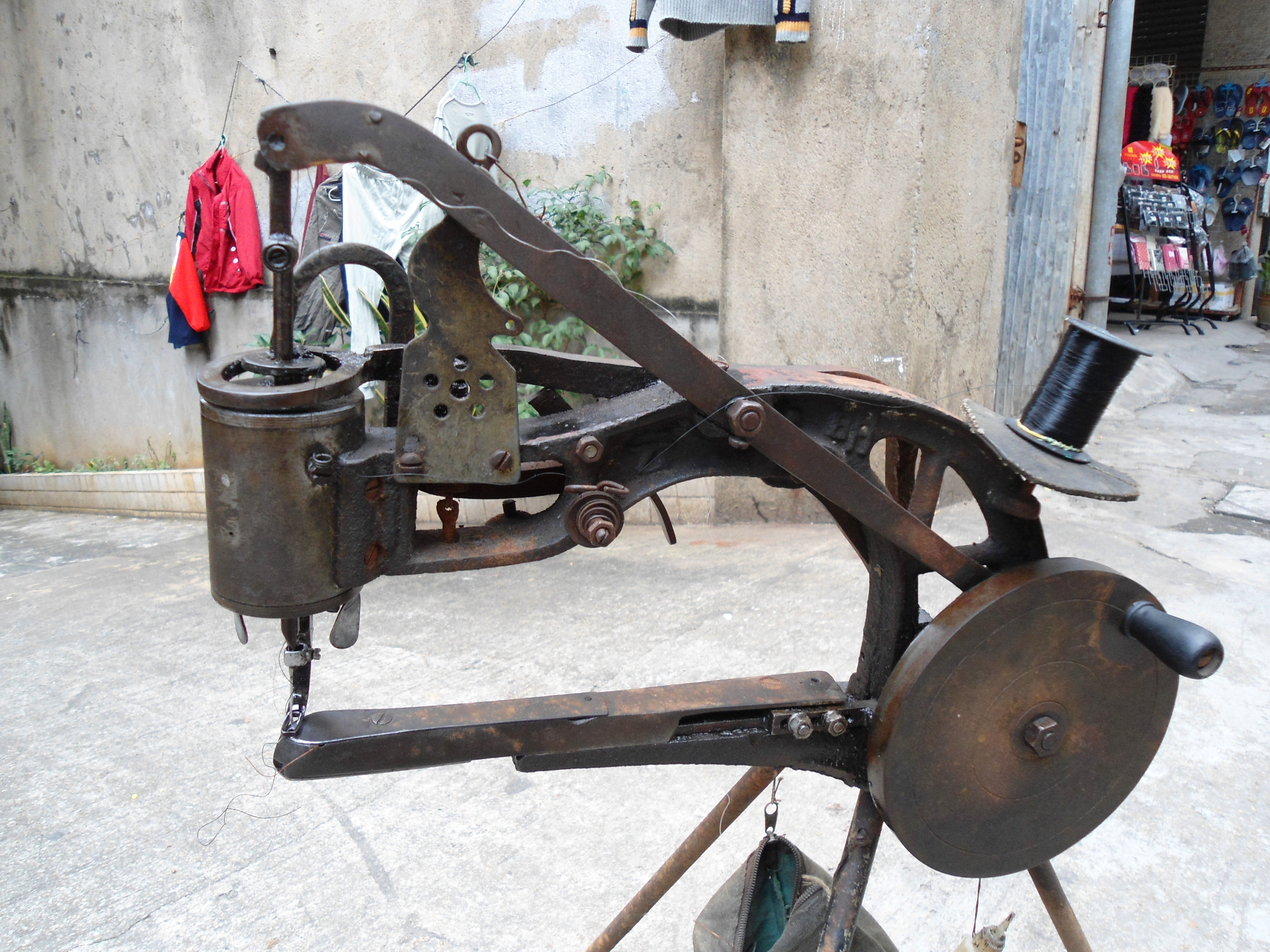
Sewing machine for shoemaking, shoe repair, and bag and heavy fabric repair work. This machine is manually operated with a hand crank. The foot can be turned in any direction which changes the direction of the material feed.

## 教育

### 日本
- 職業訓練指導員 (レザー加工科)

### フランス
- 資格レベルIV
  - BTM Cordonnier
- 資格レベルV
  - 職業適性証（CAP） Cordonnier bottier
  - TP Cordonnier multiservices

## 製靴メーカー
- 安藤製靴
- 武田製靴
- 大塚製靴
- 内田製靴
- マドラス (企業)
- ダイナス製靴
- サラヰ製靴
- アンドワン
- アサヒシューズ
- ムーンスター
- ミズノ
- アシックス
- ヨネックス
- SRIスポーツ
- ホンダアクセス
- カワサキモータースジャパン
- オカモト
  - 世界長ユニオン
- デイトナ
- 上野商会
- リーガルコーポレーション
- ヒロカワ製靴
- スタンダード靴
- モードエジャコモ
- コロンブス（企業）

海外
- アディダス
- ナイキ
- プーマ
- リーボック
- ニューバランス
- フィラ
- コンバース
- ジャンプマン
- コロンビア・スポーツウェア
- スケッチャーズ
- エコー
- キーン
- ダナー
- ティンバーランド
- メレル
- モンベル
- ステュワートワイツマン
- レッドウィング
- パトリック
- ビルケンシュトック
- クラークス
- GTホーキンス
- スティルマーチン
- チペワブーツ
- グラビス
- プロケッズ
- カンペール
- ガエルネ
- VANS
- AND1
- アルパインスターズ
- スパルコ
- SIDI
- NOVATION
- ブッテロ
- ロスコ